# Ostróg (Racibórz)
Ostróg (niem. Ostrog) – dzielnica Raciborza.

## Nazwa
Dawniej funkcjonowała nazwa Bosacz, która pochodziła od nazwy zakonu Karmelitów Bosych, obecna nazwa Ostróg, oznaczała prawdopodobnie w języku starosłowiańskim teren umocniony, wał

## Historia
Od 1 września 1494 r. do 29 lipca 1519 r. w dzielnicy znajdował się klasztor Franciszkanów, który strawił pożar. W XVII w. założono tu browar książęcy, którego produkcja w 1858 r. była największa na całym Górnym Śląsku, tak pod względem wielkości, jak i wartości (5 tys. ton piwa, wartość 18 tys. talarów), w czołówce górnośląskich browarów utrzymywał się on także w 1867 r.

## Zabytki
- Zamek – pochodzi z X w.
- Kaplica zamkowa pw. Św. Tomasza z Canterbury – pochodzi z XIII w., gotycka.
- Kościół pw. św. Jana Chrzciciela - wybudowany w latach 1856-1866, neogotycka.

## Ulice
| - Agnieszki - Armii Krajowej - Bielska - Bosacka - Brzozowa - Cecyli - Cygarowa - Elżbiety - Goduli - Grzonki - Huzarska - Jana - Kapuścika - Karola - Katarzyny - Komunalna - Korfantego - Królewska - Książęca - Lotnicza - Maćkowskiego | - Malczewskiego - Morawska - Morcinka - pl. Nałkowskiej - Nowary - pl. Okrzei - Opolska - Orzeszkowej - Ostrógska - Piastowska - Przejazdowa - Rodziewiczówny - Rogera - Rudzka - Rymera - Rzemieślnicza - Segeta - Siwonia - Wyględy - Zająca - Zamkowa - Nad Koleją |